# Le Grand Manque
Le Grand Manque est une série de bande dessinée d'aventure érotique écrite par le Français Christian Godard et dessinée par l'Espagnol Julio Ribera.
C'est l'histoire d'un monde dystopique où la population feminine pense que l'entièreté de l'espèce humaine est composé de femmes.

## Albums
- Le Grand Manque :

1. Le Grand Manque, Le Vaisseau d'Argent, coll. « Archives d'Outrepart », 1989  (ISBN 2-87757-001-0).
2. Pour trois gouttes de rosée, Soleil Productions, coll. « Soleil de nuit », 1993  (ISBN 2-87764-133-3).